# Liga Națională de handbal feminin 2016-2017, echipele
Acest articol prezintă componența echipelor care participă în Liga Națională de handbal feminin 2016-2017.

### CSM Bistrița
Antrenor principal:  Horațiu Pașca
Antrenor secund:  Alexandru Radu Moldovan
| Nr. | Post            | Nume                | Data nașterii (vârsta) | Înălțime | Selecții | Goluri | Echipă       |
| --- | --------------- | ------------------- | ---------------------- | -------- | -------- | ------ | ------------ |
| 1   | Portar          | Ana Maria Măzăreanu | 4 februarie 1993       | 1,80 m   |          | 0      | CSM Bistrița |
| 4   | Centru          | Laura Pristaviță    | 20 august 1989         | 1,76 m   |          | 92     | CSM Bistrița |
| 5   | Inter stânga    | Szilvia Szabó       | 3 iulie 1996           |          |          | 38     | CSM Bistrița |
| 7   | Pivot           | Simina Vezențan     | 25 ianuarie 1991       |          |          | 1      | CSM Bistrița |
| 8   | Extremă stânga  | Andrada Maior Pașca | 21 februarie 1993      | 1,68 m   |          | 25     | CSM Bistrița |
| 9   | Inter stânga    | Irina Ivan          | 6 martie 1992          | 1,85 m   |          | 18     | CSM Bistrița |
| 10  | Centru          | Marinela Gherman    | 28 martie 1985         | 1,80 m   |          | 8      | CSM Bistrița |
| 11  | Extremă stânga  | Oana Cîrstea        | 5 februarie 1989       |          |          | 32     | CSM Bistrița |
| 12  | Portar          | Lia Sântămărean     | 19 martie 1988         | 1,74 m   |          | 0      | CSM Bistrița |
| 13  | Inter stânga    | Daniela Crap        | 27 septembrie 1984     | 1,83 m   |          | 69     | CSM Bistrița |
| 14  | Pivot           | Denisa Dorhoi       | 9 decembrie 1990       |          |          | 1      | CSM Bistrița |
| 15  | Extremă dreapta | Andreea Bărbos      | 30 noiembrie 1992      | 1,70 m   |          | 5      | CSM Bistrița |
| 16  | Portar          | Roxana Caragea      | 30 ianuarie 1992       |          |          | 0      | CSM Bistrița |
| 20  | Inter dreapta   | Oana Chirilă        | 3 mai 1981             | 1,77 m   |          | 159    | CSM Bistrița |
| 23  | Extremă dreapta | Magdalena Paraschiv | 11 august 1982         | 1,67 m   |          | 55     | CSM Bistrița |
| 24  | Pivot           | Daniela Rațiu       | 14 septembrie 1988     | 1,73 m   |          | 66     | CSM Bistrița |
| 44  | Inter stânga    | Gabriela Preda      | 22 iulie 1987          | 1,84 m   |          | 18     | CSM Bistrița |

### Corona Brașov
Antrenor principal:  Dragoș Dobrescu (din 21 februarie 2017)
Antrenor principal:  Dumitru Berbece (din 9 ianuarie 2017, până în 19 februarie 2017)
Antrenor principal:  Mariana Târcă (până pe 7 ianuarie 2017)
Antrenor secund:  Dumitru Berbece (până pe 9 ianuarie 2017)
| Nr. | Post            | Nume                    | Data nașterii (vârsta) | Înălțime | Selecții | Goluri | Echipă                 |
| --- | --------------- | ----------------------- | ---------------------- | -------- | -------- | ------ | ---------------------- |
| 1   | Portar          | Daciana Hosu            | 16 ianuarie 1998       | 1,82 m   |          | 0      | ASC Corona 2010 Brașov |
| 3   | Pivot           | Georgiana Ciuciulete    | 23 aprilie 1987        | 1,75 m   |          | 32     | ASC Corona 2010 Brașov |
| 4   | Extremă stânga  | Nicoleta Dincă          | 2 august 1988          | 1,70 m   |          | 48     | ASC Corona 2010 Brașov |
| 6   | Extremă dreapta | Claudia Lăcătuș         | 20 martie 1999         | 1,75 m   |          | 0      | ASC Corona 2010 Brașov |
| 7   | Centru/Pivot    | Oana Bondar             | 26 martie 1983         | 1,78 m   |          | 21     | ASC Corona 2010 Brașov |
| 8   | Extremă dreapta | Laura Chiper            | 21 august 1989         | 1,73 m   |          | 136    | ASC Corona 2010 Brașov |
| 9   | Inter stânga    | Carmen Cartaș           | 9 mai 1985             | 1,82 m   |          | 31     | ASC Corona 2010 Brașov |
| 10  | Pivot           | Anișoara Marcu          | 1 august 1980          | 1,80 m   |          | 1      | ASC Corona 2010 Brașov |
| 11  | Inter stânga    | Mihaela Tivadar1)       | 14 iunie 1982          | 1,78 m   |          | 20     | ASC Corona 2010 Brașov |
| 12  | Portar          | Ana Maria Mârcă         | 3 februarie 1984       | 1,77 m   |          | 0      | ASC Corona 2010 Brașov |
| 13  | Extremă stânga  | Cristina Crețu          | 13 ianuarie 1998       | 1,75 m   |          | 1      | ASC Corona 2010 Brașov |
| 14  | Extremă dreapta | Marilena Neagu          | 27 octombrie 1989      | 1,70 m   |          | 76     | ASC Corona 2010 Brașov |
| 16  | Portar          | Denisa Dedu             | 27 septembrie 1994     | 1,81 m   |          | 2      | ASC Corona 2010 Brașov |
| 17  | Inter dreapta   | Adriana Crăciun         | 29 ianuarie 1989       | 1,78 m   |          | 46     | ASC Corona 2010 Brașov |
| 18  | Extremă stânga  | Camelia Hotea (căpitan) | 28 octombrie 1984      | 1,75 m   |          | 19     | ASC Corona 2010 Brașov |
| 19  | Inter dreapta   | Mihaela Briscan         | 20 februarie 1985      | 1,78 m   |          | 21     | ASC Corona 2010 Brasov |
| 20  | Centru          | Daniela Corban          | 5 ianuarie 1996        | 1,68 m   |          | 3      | ASC Corona 2010 Brașov |
| 23  | Extremă dreapta | Ana Maria Berbece       | 23 iulie 1999          | 1,73 m   |          | 3      | ASC Corona 2010 Brașov |
| 33  | Extremă stânga  | Ana Maria Lopătaru      | 3 octombrie 1999       | 1,70 m   |          | 0      | ASC Corona 2010 Brașov |
| 77  | Centru          | Andreea Pricopi         | 20 februarie 1994      | 1,75 m   |          | 67     | ASC Corona 2010 Brașov |
| 81  | Inter dreapta   | Daria Bucur             | 11 iulie 1999          | 1,81 m   |          | 8      | ASC Corona 2010 Brașov |
| 99  | Inter stânga    | Sorina Tîrcă            | 27 mai 1999            | 1,75 m   |          | 33     | ASC Corona 2010 Brașov |

1) Din 23 septembrie 2016;

### HC Dunărea Brăila
Antrenor principal:  Costică Buceschi
Antrenor secund:  Cezar Preda
| Nr. | Post            | Nume                    | Data nașterii (vârsta) | Înălțime | Selecții | Goluri | Echipă            |
| --- | --------------- | ----------------------- | ---------------------- | -------- | -------- | ------ | ----------------- |
| 1   | Portar          | Lăcrămioara Stan3)      | 24 aprilie 1995        | 1,78 m   |          | 0      | HC Dunărea Brăila |
| 2   | Extremă dreapta | Aneta Udriștioiu        | 22 iunie 1989          | 1,68 m   |          | 70     | HC Dunărea Brăila |
| 3   | Inter dreapta   | Cristina Gheorghe       | 24 aprilie 1986        | 1,82 m   |          | 9      | HC Dunărea Brăila |
| 6   | Extremă stânga  | Ana Maria Tănasie       | 6 aprilie 1995         | 1,70 m   |          | 7      | HC Dunărea Brăila |
| 7   | Extremă dreapta | Cătălina Preda          | 16 ianuarie 1991       | 1,74 m   |          | 1      | HC Dunărea Brăila |
| 8   | Inter dreapta   | Mihaela Obedeanu        | 3 aprilie 1996         | 1,78 m   |          | 3      | HC Dunărea Brăila |
| 9   | Inter stânga    | Gabriella Szűcs         | 31 august 1984         | 1,83 m   |          | 17     | HC Dunărea Brăila |
| 10  | Extremă dreapta | Adina Brot              | 9 octombrie 1983       | 1,76 m   |          | 0      | HC Dunărea Brăila |
| 11  | Inter stânga    | Gabriela Perianu        | 20 iunie 1994          | 1,87 m   |          | 74     | HC Dunărea Brăila |
| 12  | Portar          | Ana Maria Micu          | 24 aprilie 1995        | 1,78 m   |          | 0      | HC Dunărea Brăila |
| 13  | Extremă dreapta | Andreea Lipară          | 13 aprilie 1990        | 1,70 m   |          | 27     | HC Dunărea Brăila |
| 15  | Centru          | Diana Axinte            | 16 ianuarie 1996       |          |          | 6      | HC Dunărea Brăila |
| 15  | Centru          | Eliza Buceschi1)        | 1 august 1993          | 1,77 m   |          | 56     | HC Dunărea Brăila |
| 16  | Portar          | Gabriela Voicu          | 28 aprilie 1990        | 1,78 m   |          | 3      | HC Dunărea Brăila |
| 22  | Extremă dreapta | Carmen Gheorghe         | 22 februarie 1985      | 1,68 m   |          | 0      | HC Dunărea Brăila |
| 23  | Pivot           | Timea Tătar             | 28 iulie 1989          | 1,71 m   |          | 65     | HC Dunărea Brăila |
| 26  | Extremă stânga  | Alexandra Orșivschi     | 11 iulie 1994          | 1,72 m   |          | 22     | HC Dunărea Brăila |
| 28  | Extremă stânga  | Alina Czeczi2)          | 15 octombrie 1989      | 1,66 m   |          | 40     | HC Dunărea Brăila |
| 31  | Inter stânga    | Bianca Tiron            | 31 mai 1995            | 1,81 m   |          | 91     | HC Dunărea Brăila |
| 33  | Pivot           | Anca Ciuclaru           | 2 martie 1994          | 1,75 m   |          | 1      | HC Dunărea Brăila |
| 73  | Centru          | Mădălina Zamfirescu     | 31 octombrie 1994      | 1,78 m   |          | 48     | HC Dunărea Brăila |
| 77  | Inter stânga    | Nataša Krnić Hrvatsko4) | 7 august 1987          | 1,83 m   |          | 25     | HC Dunărea Brăila |
| 93  | Portar          | Nataša Antić            | 1 septembrie 1993      | 1,77 m   |          | 0      | HC Dunărea Brăila |
| 98  | Extremă stânga  | Ștefania Epureanu       | 10 noiembrie 1998      |          |          | 1      | HC Dunărea Brăila |

1) Din 1 decembrie 2016;
2) Din 7 decembrie 2016;
3) Împrumutată, pe 3 ianuarie 2017, la CSM Unirea Slobozia;
4) Până pe 3 ianuarie 2017;

### CSM București
Antrenor principal:  Per Johansson (din 1 aprilie 2017)
Antrenor principal:  Aurelian Roșca (din 7 noiembrie 2016, până pe 1 aprilie 2017);
Antrenor principal:  Jakob Vestergaard (până pe 7 noiembrie 2016)
Antrenor secund:  Rasmus Rygaard Poulsen
Antrenor secund:  Adrian Vasile
| Nr. | Post            | Nume                   | Data nașterii (vârsta) | Înălțime | Selecții | Goluri | Echipă        |
| --- | --------------- | ---------------------- | ---------------------- | -------- | -------- | ------ | ------------- |
| 4   | Centru          | Isabelle Gulldén       | 29 iunie 1989          | 1,79 m   |          | 66     | CSM București |
| 5   | Extremă stânga  | Iulia Curea            | 8 aprilie 1982         | 1,72 m   |          | 61     | CSM București |
| 7   | Inter stânga    | Elena Dache            | 24 martie 1997         | 1,74 m   |          | 8      | CSM București |
| 10  | Inter dreapta   | Line Jørgensen         | 31 decembrie 1989      | 1,86 m   |          | 15     | CSM București |
| 11  | Inter dreapta   | Camille Ayglon-Saurina | 21 mai 1985            | 1,80 m   |          | 58     | CSM București |
| 12  | Portar          | Alina Iordache         | 22 martie 1982         | 1,77 m   |          | 0      | CSM București |
| 13  | Extremă dreapta | Cristina Vărzaru       | 5 decembrie 1979       | 1,67 m   |          | 15     | CSM București |
| 14  | Inter stânga    | Bianca Bazaliu         | 30 iulie 1997          | 1,81 m   |          | 56     | CSM București |
| 15  | Centru          | Aurelia Brădeanu       | 5 mai 1979             | 1,80 m   |          | 38     | CSM București |
| 17  | Inter stânga    | Linnea Torstenson      | 30 martie 1983         | 1,86 m   |          | 49     | CSM București |
| 18  | Pivot           | Cristina Nan           | 19 mai 1990            | 1,78 m   |          | 3      | CSM București |
| 20  | Extremă dreapta | Carmen Martín          | 29 mai 1988            | 1,69 m   |          | 82     | CSM București |
| 22  | Pivot           | Oana Manea (căpitan)   | 18 aprilie 1985        | 1,76 m   |          | 54     | CSM București |
| 29  | Inter stânga    | Gnonsiane Niombla      | 9 iulie 1990           | 1,72 m   |          | 41     | CSM București |
| 30  | Portar          | Paula Ungureanu        | 30 martie 1980         | 1,80 m   |          | 0      | CSM București |
| 71  | Pivot           | Anastasia Lobaci       | 25 iunie 1987          | 1,82 m   |          | 87     | CSM București |
| 77  | Extremă stânga  | Majda Mehmedović       | 25 mai 1990            | 1,69 m   |          | 52     | CSM București |
| 87  | Portar          | Jelena Grubišić        | 20 ianuarie 1987       | 1,84 m   |          | 1      | CSM București |
| 91  | Extremă dreapta | Simone Böhme1)         | 17 august 1991         | 1,69 m   |          | 20     | CSM București |

1) Din 17 ianuarie 2017;

### CS Măgura Cisnădie
Antrenor principal:  Alexandru Weber
Antrenor secund:  Bogdan Nițu
| Nr. | Post            | Nume                    | Data nașterii (vârsta) | Înălțime | Selecții | Goluri | Echipă             |
| --- | --------------- | ----------------------- | ---------------------- | -------- | -------- | ------ | ------------------ |
| 1   | Portar          | Cristina Popovici2)     | 19 octombrie 1989      |          |          | 0      | CS Măgura Cisnădie |
| 4   | Inter dreapta   | Mihaela Stănciulescu    | 8 noiembrie 1988       |          |          | 17     | CS Măgura Cisnădie |
| 7   | Extremă dreapta | Cristina Mitrache       | 2 februarie 1997       | 1,75 m   |          | 11     | CS Măgura Cisnădie |
| 8   | Inter stânga    | Alina Horjea4)          | 11 ianuarie 1981       | 1,76 m   |          | 0      | CS Măgura Cisnădie |
| 9   | Pivot           | Raluca Băcăoanu         | 2 mai 1989             |          |          | 17     | CS Măgura Cisnădie |
| 10  | Extremă stânga  | Alina Czeczi4)          | 15 octombrie 1989      | 1,66 m   |          | 20     | CS Măgura Cisnădie |
| 11  | Pivot           | Ionela Goran            | 18 august 1977         |          |          | 23     | CS Măgura Cisnădie |
| 12  | Portar          | Viorica Tăgean3)        | 3 mai 1989             | 1,82 m   |          | 0      | CS Măgura Cisnădie |
| 13  | Inter stânga    | Adriana Chelaru2)       | 30 noiembrie 1991      |          |          | 6      | CS Măgura Cisnădie |
| 14  | Inter dreapta   | Ada Moldovan            | 15 noiembrie 1983      | 1,75 m   |          | 158    | CS Măgura Cisnădie |
| 15  | Extremă stânga  | Paula Hoha              | 31 martie 1990         |          |          | 18     | CS Măgura Cisnădie |
| 16  | Portar          | Bianca Curmenț          | 12 iunie 1997          | 1,81 m   |          | 0      | CS Măgura Cisnădie |
| 26  | Extremă dreapta | Cătălina Cioaric4)      | 11 februarie 1982      | 1,76 m   |          | 26     | CS Măgura Cisnădie |
| 71  | Extremă stânga  | Jovana Sazdovska7)      | 27 iunie 1993          | 1,77 m   |          | 22     | CS Măgura Cisnădie |
| 77  | Inter stânga    | Nicoleta Tudor          | 26 noiembrie 1988      | 1,83 m   |          | 45     | CS Măgura Cisnădie |
| 80  | Centru          | Roxana Gatzel           | 28 mai 1980            | 1,71 m   |          | 43     | CS Măgura Cisnădie |
| 84  | Portar          | Dragica Tatalović1)     | 26 noiembrie 1984      | 1,79 m   |          | 0      | CS Măgura Cisnădie |
| 94  | Extremă dreapta | Larissa Inae Da Silva5) | 4 aprilie 1994         |          |          | 31     | CS Măgura Cisnădie |
| 99  | Pivot           | Oana Apetrei            | 13 noiembrie 1985      | 1,75 m   |          | 47     | CS Măgura Cisnădie |
|     | Inter dreapta   | Andreea Mărginean6)     | 17 ianuarie 1990       |          |          | 3      | CS Măgura Cisnădie |

1) Din 26 septembrie 2016;
2) Până la începutul lui octombrie 2016, când s-au transferat la CSM Cetate Deva;
3) Până la începutul lui octombrie 2016, când și-a reziliat contractul;
4) Până pe 18 noiembrie 2016;
5) Din 19 decembrie 2016;
6) Din 13 ianuarie 2017, venită de la CSM Cetate Deva;
7) Din 20 ianuarie 2017, venită de la ŽRK Metalurg Skopje;

### Universitatea Alexandrion Cluj
Antrenor principal:  Florentin Pera (din 6 noiembrie 2016);
Antrenor principal:  Carmen Amariei (până pe 2 noiembrie 2016);
Antrenor secund:  Luminița Huțupan (până pe 2 noiembrie 2016);
Antrenor cu portarii:  Ionica Munteanu (din 2 noiembrie 2016);
| Nr. | Post            | Nume                       | Data nașterii (vârsta) | Înălțime | Selecții | Goluri | Echipă                         |
| --- | --------------- | -------------------------- | ---------------------- | -------- | -------- | ------ | ------------------------------ |
| 1   | Portar          | Cristina Enache            | 1 mai 1994             | 1,85 m   |          | 0      | Universitatea Alexandrion Cluj |
| 4   | Inter stânga    | Alexandra Severin          | 30 martie 1998         | 1,76 m   |          | 7      | Universitatea Alexandrion Cluj |
| 6   | Extremă stânga  | Abigail Vălean             | 14 februarie 1994      | 1,71 m   |          | 35     | Universitatea Alexandrion Cluj |
| 7   | Extremă stânga  | Alexandra Dindiligan       | 16 februarie 1997      | 1,69 m   |          | 23     | Universitatea Alexandrion Cluj |
| 9   | Inter stânga    | Réka Tamás                 | 17 mai 1993            | 1,81 m   |          | 13     | Universitatea Alexandrion Cluj |
| 10  | Pivot           | Florina Chintoan (căpitan) | 6 decembrie 1985       | 1,78 m   |          | 109    | Universitatea Alexandrion Cluj |
| 11  | Extremă dreapta | Sonia Vasiliu              | 11 ianuarie 1996       | 1,82 m   |          | 7      | Universitatea Alexandrion Cluj |
| 12  | Portar          | Ionica Munteanu            | 7 ianuarie 1979        | 1,74 m   |          | 0      | Universitatea Alexandrion Cluj |
| 13  | Centru          | Cristina Laslo             | 10 aprilie 1996        | 1,76 m   |          | 113    | Universitatea Alexandrion Cluj |
| 14  | Inter stânga    | Corina Biriș               | 20 iunie 1997          | 1,77 m   |          | 5      | Universitatea Alexandrion Cluj |
| 15  | Centru          | Lucreția Tetean            | 25 februarie 1989      | 1,76 m   |          | 39     | Universitatea Alexandrion Cluj |
| 16  | Portar          | Alexandra Prodan           | 11 iunie 1996          |          |          | 0      | Universitatea Alexandrion Cluj |
| 19  | Inter dreapta   | Diana Puiu                 | 24 august 1991         | 1,78 m   |          | 86     | Universitatea Alexandrion Cluj |
| 20  | Extremă stânga  | Alina Bota                 | 20 ianuarie 1994       |          |          | 0      | Universitatea Alexandrion Cluj |
| 23  | Inter stânga    | Alexandra Florean          | 7 ianuarie 1995        | 1,89 m   |          | 7      | Universitatea Alexandrion Cluj |
| 25  | Extremă dreapta | Sonia Seraficeanu2)        | 25 iulie 1997          |          |          | 14     | Universitatea Alexandrion Cluj |
| 26  | Portar          | Viorica Tăgean2)           | 3 mai 1989             | 1,82 m   |          | 0      | Universitatea Alexandrion Cluj |
| 29  | Inter dreapta   | Laura Popa3)               | 29 iunie 1994          | 1,81 m   |          | 27     | Universitatea Alexandrion Cluj |
| 30  | Extremă dreapta | Cristina Boian             | 28 aprilie 1994        | 1,64 m   |          | 15     | Universitatea Alexandrion Cluj |
| 47  | Extremă stânga  | Antonia Cânța              | 14 ianuarie 1998       |          |          | 0      | Universitatea Alexandrion Cluj |
| 88  | Pivot           | Tamara Bokarić1)           | 14 februarie 1990      | 1,74 m   |          | 6      | Universitatea Alexandrion Cluj |
| 90  | Centru          | Alla Șeiko1)               | 13 martie 1988         | 1,76 m   |          | 43     | Universitatea Alexandrion Cluj |

1) Până în decembrie 2016, când s-au transferat la CS Dinamo București;
2) Din 17 ianuarie 2017;
3) Până în martie 2017, când a fost declarată liberă de contract și s-a transferat la CS Dinamo București;

### SCM Craiova
Antrenor principal:  Bogdan Burcea
Antrenor secund:  Grigore Albici
| Nr. | Post            | Nume                      | Data nașterii (vârsta) | Înălțime | Selecții | Goluri | Echipă      |
| --- | --------------- | ------------------------- | ---------------------- | -------- | -------- | ------ | ----------- |
| 1   | Portar          | Mirela Pașca              | 26 septembrie 1985     | 1,78 m   |          | 0      | SCM Craiova |
| 2   | Extremă dreapta | Andreea Ianași            | 2 decembrie 1992       | 1,70 m   |          | 15     | SCM Craiova |
| 5   | Inter stânga    | Jelena Trifunović         | 4 august 1991          | 1,79 m   |          | 19     | SCM Craiova |
| 6   | Extremă stânga  | Carmen Șelaru             | 24 septembrie 1991     | 1,70 m   |          | 41     | SCM Craiova |
| 8   | Pivot           | Laurisa Landre            | 27 octombrie 1985      | 1,74 m   |          | 88     | SCM Craiova |
| 9   | Extremă dreapta | Andra Țălu                | 2 mai 1998             |          |          | 0      | SCM Craiova |
| 11  | Centru          | Ana Maria Apipie          | 23 februarie 1992      | 1,68 m   |          | 47     | SCM Craiova |
| 12  | Portar          | Florentina Grecu-Stanciu  | 28 iulie 1982          | 1,82 m   |          | 0      | SCM Craiova |
| 14  | Extremă dreapta | Željka Nikolić            | 12 iulie 1991          | 1,64 m   |          | 93     | SCM Craiova |
| 15  | Extremă stânga  | Valentina Ardean-Elisei   | 5 iunie 1982           | 1,71 m   |          | 25     | SCM Craiova |
| 16  | Portar          | Iulia Dumanska            | 15 august 1996         | 1,72 m   |          | 0      | SCM Craiova |
| 17  | Inter stânga    | Alexandra Andrei          | 17 aprilie 1991        | 1,73 m   |          | 1      | SCM Craiova |
| 18  | Centru          | Daniela Băbeanu (căpitan) | 18 noiembrie 1988      | 1,79 m   |          | 49     | SCM Craiova |
| 23  | Pivot           | Iaroslava Burlacenko      | 14 mai 1992            | 1,79 m   |          | 10     | SCM Craiova |
| 75  | Inter dreapta   | Iulia Zaremba             | 12 ianuarie 1988       | 1,76 m   |          | 4      | SCM Craiova |
| 89  | Inter stânga    | Cristina Zamfir           | 29 septembrie 1989     | 1,83 m   |          | 186    | SCM Craiova |

### CSM Cetate Deva
Antrenor principal:  Ioan Mătăsaru
Antrenor secund:
| Nr. | Post            | Nume                 | Data nașterii (vârsta) | Înălțime | Selecții | Goluri | Echipă          |
| --- | --------------- | -------------------- | ---------------------- | -------- | -------- | ------ | --------------- |
| 1   | Portar          | Nataša Savko         | 11 decembrie 1985      | 1,73 m   |          | 0      | CSM Cetate Deva |
| 2   | Pivot           | Dana Abed-Kader2)    | 21 iunie 1996          | 1,74 m   |          | 63     | CSM Cetate Deva |
| 3   | Extremă dreapta | Sonia Seraficeanu3)  | 25 iulie 1997          |          |          | 37     | CSM Cetate Deva |
| 4   | Inter dreapta   | Lavinia Dobromir     | 3 iulie 1983           | 1,76 m   |          | 8      | CSM Cetate Deva |
| 6   | Extremă stânga  | Denisa Șelever3)     | 23 septembrie 1996     |          |          | 19     | CSM Cetate Deva |
| 8   | Inter stânga    | Cristina Strahan     | 24 iunie 1992          | 1,78 m   |          | 36     | CSM Cetate Deva |
| 11  | Inter stânga    | Sabrina Lazea2)      | 1 noiembrie 1997       |          |          | 4      | CSM Cetate Deva |
| 17  | Pivot           | Elena Bobiț          | 4 noiembrie 1997       |          |          | 2      | CSM Cetate Deva |
| 18  | Inter dreapta   | Andreea Mărginean2)  | 17 ianuarie 1990       |          |          | 35     | CSM Cetate Deva |
|     | Portar          | Cristina Popovici1)  | 19 octombrie 1989      |          |          | 0      | CSM Cetate Deva |
| 13  | Inter stânga    | Adriana Chelaru1),2) | 30 noiembrie 1991      |          |          | 9      | CSM Cetate Deva |

1) Din octombrie 2016;
2) Până pe 13 ianuarie 2017;
3) Până pe 17 ianuarie 2017;

### CSU Danubius Galați
Antrenor principal:  Valeriu Costea
Antrenor secund:
| Nr. | Post            | Nume                    | Data nașterii (vârsta) | Înălțime | Selecții | Goluri | Echipă              |
| --- | --------------- | ----------------------- | ---------------------- | -------- | -------- | ------ | ------------------- |
| 1   | Portar          | Daniela Goldic          | 7 august 1971          | 1,73 m   |          | 0      | CSU Danubius Galați |
| 2   |                 | Raluca Tănasă           | 21 iulie 2000          |          |          | 0      | CSU Danubius Galați |
| 5   | Inter dreapta   | Cristina Marcu          | 12 aprilie 1995        |          |          | 6      | CSU Danubius Galați |
| 6   | Inter stânga    | Cosmina Cozma           | 21 iunie 1992          |          |          | 53     | CSU Danubius Galați |
| 7   | Pivot           | Mirela Vîlcu            | 5 mai 1991             | 1,75 m   |          | 1      | CSU Danubius Galați |
| 8   | Extremă stânga  | Denisa Șelever5)        | 23 septembrie 1996     |          |          | 9      | CSU Danubius Galați |
| 9   | Extremă stânga  | Andreea Chiricuță1)     | 27 februarie 1994      | 1,66 m   |          | 28     | CSU Danubius Galați |
| 10  | Centru          | Daciana Balaban3)       | 17 aprilie 1984        | 1,69 m   |          | 13     | CSU Danubius Galați |
| 11  | Inter stânga    | Nataša Krnić Hrvatsko4) | 7 august 1987          | 1,83 m   |          | 60     | CSU Danubius Galați |
| 12  | Portar          | Emilia Anghel2)         | 6 ianuarie 1994        |          |          | 0      | CSU Danubius Galați |
| 16  | Portar          | Laura Bujoiu            | 22 iunie 1994          |          |          | 0      | CSU Danubius Galați |
| 17  | Extremă dreapta | Andreea Taivan          | 27 aprilie 1997        | 1,70 m   |          | 14     | CSU Danubius Galați |
| 18  | Extremă stânga  | Iulia Artean            | 16 februarie 1989      | 1,75 m   |          | 36     | CSU Danubius Galați |
| 23  | Pivot           | Mădălina Conache        | 11 februarie 1994      |          |          | 55     | CSU Danubius Galați |
| 26  | Pivot           | Ramona Urse             | 7 octombrie 1984       |          |          | 22     | CSU Danubius Galați |
| 28  | Inter stânga    | Dajana Jovanovska       | 7 octombrie 1992       | 1,80 m   |          | 45     | CSU Danubius Galați |
| 41  | Centru          | Elena Livrinikj         | 16 noiembrie 1992      | 1,81 m   |          | 82     | CSU Danubius Galați |
| 55  | Extremă dreapta | Ștefania Florea         | 1 februarie 1992       | 1,71 m   |          | 40     | CSU Danubius Galați |
| 77  | Extremă stânga  | Nicoleta Vlad           | 28 februarie 1990      | 1,68 m   |          | 20     | CSU Danubius Galați |
| 85  | Portar          | Mădălina Moraru         | 15 ianuarie 2001       |          |          | 0      | CSU Danubius Galați |

1) Din 22 septembrie 2016;
2) Din 7 octombrie 2016;
3) Din 9 octombrie 2016;
4) Din 3 ianuarie 2017;
5) Din 17 ianuarie 2017, venită de la CSM Cetate Deva;

### CSM Ploiești
Antrenor principal:  Daniel Gheorghe (din 19 septembrie 2016);
Antrenor principal:  Neven Hrupec1) (până pe 19 septembrie 2016)
Antrenor secund:  Daniel Gheorghe (până pe 19 septembrie 2016);
Antrenor cu portarii:  Iulian Emancipatu
| Nr. | Post            | Nume                    | Data nașterii (vârsta) | Înălțime | Selecții | Goluri | Echipă       |
| --- | --------------- | ----------------------- | ---------------------- | -------- | -------- | ------ | ------------ |
| 1   | Portar          | Elena Șerban2)          | 15 octombrie 1994      | 1,78 m   |          | 0      | CSM Ploiești |
| 1   | Portar          | Alexandra Bărbuceanu    |                        |          |          | 0      | CSM Ploiești |
|     | Portar          | Cristina Mititelu       | 19 ianuarie 1999       |          |          | 0      | CSM Ploiești |
| 2   | Extremă stânga  | Mihaela Năstase         |                        |          |          | 1      | CSM Ploiești |
| 3   | Centru          | Anisa Șerban            |                        |          |          | 15     | CSM Ploiești |
| 4   | Inter stânga    | Ivana Božović3)         | 28 ianuarie 1991       | 1,78 m   |          | 5      | CSM Ploiești |
| 5   | Pivot           | Ionela Dinu4)           | 2 martie 1986          | 1,75 m   |          | 1      | CSM Ploiești |
| 5   |                 | Alexandra Mocanu        | 13 februarie 1998      |          |          | 1      | CSM Ploiești |
| 6   | Inter dreapta   | Bianca Ionescu          |                        |          |          | 13     | CSM Ploiești |
| 8   | Extremă stânga  | Bianca Marin            |                        |          |          | 20     | CSM Ploiești |
| 9   | Extremă dreapta | Ingrid Bodo             |                        |          |          | 1      | CSM Ploiești |
| 10  | Centru          | Daciana Balaban4)       | 17 aprilie 1984        | 1,69 m   |          | 2      | CSM Ploiești |
| 11  | Inter dreapta   | Andreea Fulgeanu        |                        |          |          | 3      | CSM Ploiești |
| 12  | Portar          | Dragica Tatalović3)     | 26 noiembrie 1984      | 1,79 m   |          | 0      | CSM Ploiești |
| 15  | Inter stânga    | Andreea Mihart          |                        |          |          | 22     | CSM Ploiești |
| 17  | Pivot           | Andra State             |                        |          |          | 9      | CSM Ploiești |
| 18  | Centru          | Izabela Mitrescu4)      | 18 decembrie 1996      | 1,75 m   |          | 0      | CSM Ploiești |
| 18  | Inter stânga    | Ana Maria Gros          |                        |          |          | 4      | CSM Ploiești |
| 22  | Extremă dreapta | Carmen Gheorghe4)       | 22 februarie 1985      | 1,68 m   |          | 0      | CSM Ploiești |
| 23  | Pivot           | Irina Burtea4)          | 5 martie 1983          | 1,80 m   |          | 3      | CSM Ploiești |
| 27  | Extremă stânga  | Andreea Chiricuță4)     | 27 februarie 1994      | 1,66 m   |          | 7      | CSM Ploiești |
| 31  | Portar          | Alina Dumitru4)         | 22 mai 1998            |          |          | 0      | CSM Ploiești |
| 96  | Extremă stânga  | Alexandra Carașol4)     | 26 februarie 1996      | 1,75 m   |          | 0      | CSM Ploiești |
| 99  | Inter dreapta   | Marina Dmitrović3)      | 23 martie 1985         | 1,82 m   |          | 6      | CSM Ploiești |
|     | Extremă dreapta | Isabela Dragnea         | 31 mai 2000            |          |          | 3      | CSM Ploiești |
|     | Extremă dreapta | Alexandra Ganea5)       |                        |          |          | 9      | CSM Ploiești |
|     | Extremă stânga  | Emilia Ghiulgian Adin5) | 17 octombrie 1999      |          |          | 2      | CSM Ploiești |
|     | Centru          | Narcisa Nurciu5)        |                        |          |          | 0      | CSM Ploiești |
|     | Pivot           | Ionela Țânțaru5)        |                        |          |          | 3      | CSM Ploiești |
|     |                 | Ana Maria Vacariu       |                        |          |          | 8      | CSM Ploiești |

1) Până pe 19 septembrie 2016, când a devenit liber de contract;
2) Până pe 16 septembrie 2016, când a fost împrumutată la HCM Râmnicu Vâlcea;
3) Până pe 17 septembrie 2016, când au devenite libere de contract;
4) Până pe 19 septembrie 2016, când au devenite libere de contract;
5) Transferate pe 15 octombrie de la CSȘ Tulcea;

### HCM Râmnicu Vâlcea
Antrenor principal:  Gheorghe Sbora (din 13 decembrie 2016);
Antrenor principal:  Constantin Ștefan (până pe 10 decembrie 2016);
Antrenor secund:  Luminița Dinu (din 13 decembrie 2016);
Antrenor secund:  Maria Török-Duca (până pe 10 decembrie 2016);
Antrenor cu portarii:  Nicoleta Lazăr
| Nr. | Post            | Nume                           | Data nașterii (vârsta) | Înălțime | Selecții | Goluri | Echipă             |
| --- | --------------- | ------------------------------ | ---------------------- | -------- | -------- | ------ | ------------------ |
| 1   | Portar          | Elena Șerban1)                 | 15 octombrie 1994      | 1,78 m   |          | 0      | HCM Râmnicu Vâlcea |
| 6   | Centru          | Alexandra Gavrilă              | 16 iunie 1995          | 1,71 m   |          | 38     | HCM Râmnicu Vâlcea |
| 7   | Extremă dreapta | Ana Maria Simion               | 5 octombrie 1988       | 1,68 m   |          | 90     | HCM Râmnicu Vâlcea |
| 8   | Pivot           | Florentina Craiu               | 24 ianuarie 1996       | 1,70 m   |          | 12     | HCM Râmnicu Vâlcea |
| 10  | Centru          | Andreea Adespii                | 9 mai 1990             | 1,78 m   |          | 91     | HCM Râmnicu Vâlcea |
| 13  | Pivot           | Nicoleta Safta                 | 17 noiembrie 1994      | 1,76 m   |          | 31     | HCM Râmnicu Vâlcea |
| 14  | Inter dreapta   | Andrea Belevska                | 3 ianuarie 1994        | 1,75 m   |          | 21     | HCM Râmnicu Vâlcea |
| 15  | Extremă stânga  | Hermina Stoicănescu            | 17 decembrie 1996      | 1,68 m   |          | 25     | HCM Râmnicu Vâlcea |
| 16  | Portar          | Daniela Vălean                 | 15 iulie 1988          | 1,76 m   |          | 0      | HCM Râmnicu Vâlcea |
| 19  | Pivot           | Elaine Gomes2)                 | 1 iunie 1992           | 1,79 m   |          | 7      | HCM Râmnicu Vâlcea |
| 21  | Portar          | Petra Blazek                   | 15 iunie 1987          | 1,82 m   |          | 0      | HCM Râmnicu Vâlcea |
| 22  | Extremă stânga  | Cristina Florica               | 11 mai 1992            | 1,62 m   |          | 27     | HCM Râmnicu Vâlcea |
| 24  | Inter stânga    | Ines Khouildi                  | 11 martie 1985         | 1,83 m   |          | 15     | HCM Râmnicu Vâlcea |
| 25  | Centru          | Mihaela Ani-Senocico (căpitan) | 14 decembrie 1981      | 1,74 m   |          | 87     | HCM Râmnicu Vâlcea |
| 26  | Extremă dreapta | Cătălina Cioaric3)             | 11 februarie 1982      | 1,76 m   |          | 15     | HCM Râmnicu Vâlcea |
| 88  | Inter dreapta   | Patricia Vizitiu               | 15 octombrie 1988      | 1,75 m   |          | 75     | HCM Râmnicu Vâlcea |

1) Din 16 septembrie 2016, când a fost împrumutată la HCM Râmnicu Vâlcea;
2) Până pe 29 octombrie 2016, când contractul ei a fost reziliat de comun acord cu clubul;
3) Din 17 decembrie 2016;

### CSM Roman
Antrenor principal:  Viorel Lazăr (din 30 octombrie 2016)
Antrenor principal:  Gheorghe Covaciu (din 30 octombrie 2016, până în 31 martie 2017)
Antrenor principal:  Andon Boškovski (până pe 30 octombrie 2016)
Antrenor secund:  Viorel Lazăr
| Nr. | Post                | Nume                     | Data nașterii (vârsta) | Înălțime | Selecții | Goluri | Echipă    |
| --- | ------------------- | ------------------------ | ---------------------- | -------- | -------- | ------ | --------- |
| 1   | Portar              | Georgiana Martin         | 24 martie 1982         | 1,76 m   |          | 0      | CSM Roman |
| 2   | Centru              | Loredana Vîrtic          | 2 iunie 1996           | 1,73 m   |          | 5      | CSM Roman |
| 5   | Extremă stânga      | Lăcrămioara Cîlici       | 16 august 1990         | 1,69 m   |          | 6      | CSM Roman |
| 7   | Extremă stânga      | Ana Maria Iuganu         | 25 februarie 1990      | 1,75 m   |          | 75     | CSM Roman |
| 8   | Centru              | Luciana Popescu          | 13 octombrie 1988      | 1,76 m   |          | 63     | CSM Roman |
| 9   | Extremă dreapta     | Oana Chitacu             | 12 august 1986         | 1,68 m   |          | 46     | CSM Roman |
| 16  | Portar              | Viktoria Timoșenkova     | 4 noiembrie 1983       | 1,83 m   |          | 0      | CSM Roman |
| 17  | Centru              | Carmen Stoleru (căpitan) | 11 octombrie 1986      | 1,73 m   |          | 68     | CSM Roman |
| 18  | Pivot               | Raluca Agrigoroaie       | 19 iulie 1983          | 1,74 m   |          | 21     | CSM Roman |
| 20  | Inter dreapta       | Jasna Tošković           | 16 martie 1989         | 1,89 m   |          | 86     | CSM Roman |
| 22  | Portar              | Tereza Pîslaru           | 28 aprilie 1982        | 1,86 m   |          | 0      | CSM Roman |
| 23  | Centru/Inter stânga | Irina Glibko             | 18 februarie 1990      | 1,70 m   |          | 143    | CSM Roman |
| 26  | Extremă dreapta     | Nicoleta Rusu            | 26 februarie 1987      | 1,64 m   |          | 6      | CSM Roman |
| 44  | Pivot               | Cynthia Tomescu          | 30 iulie 1991          | 1,80 m   |          | 25     | CSM Roman |
| 86  | Inter stânga        | Clara Vădineanu          | 26 octombrie 1986      | 1,83 m   |          | 16     | CSM Roman |

### CSM Unirea Slobozia
Antrenor principal:  Dumitru Muși
| Nr. | Post            | Nume                     | Data nașterii (vârsta) | Înălțime | Selecții | Goluri | Echipă              |
| --- | --------------- | ------------------------ | ---------------------- | -------- | -------- | ------ | ------------------- |
| 1   | Portar          | Mădălina Ion             | 23 februarie 1996      | 1,79 m   |          | 0      | CSM Unirea Slobozia |
| 3   | Extremă stânga  | Cătălina Sava            | 26 august 1997         |          |          | 5      | CSM Unirea Slobozia |
| 4   | Extremă dreapta | Ana Maria Horobeț        | 4 octombrie 1985       | 1,68 m   |          | 63     | CSM Unirea Slobozia |
| 8   | Inter stânga    | Irina Marchidanu         | 24 iulie 1985          | 1,76 m   |          | 10     | CSM Unirea Slobozia |
| 9   | Inter stânga    | Alexandra Georgescu      | 31 mai 1995            | 1,77 m   |          | 47     | CSM Unirea Slobozia |
| 10  | Inter stânga    | Andreea Pătuleanu        | 9 iulie 1992           | 1,78 m   |          | 48     | CSM Unirea Slobozia |
| 11  | Centru          | Andreea Enescu (căpitan) | 4 octombrie 1981       | 1,80 m   |          | 139    | CSM Unirea Slobozia |
| 14  | Extremă dreapta | Mădălina Predoi          | 4 ianuarie 1992        |          |          | 9      | CSM Unirea Slobozia |
| 16  | Portar          | Cristina Oancea          | 27 februarie 1999      |          |          | 0      | CSM Unirea Slobozia |
| 16  | Portar          | Lăcrămioara Stan2)       | 24 aprilie 1995        | 1,78 m   |          | 1      | CSM Unirea Slobozia |
| 17  |                 | Raluca Nicolae           | 28 ianuarie 1999       |          |          | 0      | CSM Unirea Slobozia |
| 18  | Inter dreapta   | Andreea Ivan             | 18 februarie 1991      |          |          | 42     | CSM Unirea Slobozia |
| 23  | Pivot           | Alexandra Iovănescu      | 8 decembrie 1987       | 1,70 m   |          | 61     | CSM Unirea Slobozia |
| 88  | Inter stânga    | Raluca Dăscălete         | 8 ianuarie 1992        |          |          | 0      | CSM Unirea Slobozia |
| 90  | Portar          | Diana Petrescu           | 27 martie 1990         | 1,80 m   |          | 0      | CSM Unirea Slobozia |
| 92  | Extremă dreapta | Mădălina Toma            | 22 mai 1992            |          |          | 33     | CSM Unirea Slobozia |
| 96  | Inter dreapta   | Alina Ilie               | 13 mai 1996            | 1,77 m   |          | 58     | CSM Unirea Slobozia |
| 99  | Centru          | Paula Iacobotă1)         | 1 martie 1984          | 1,70 m   |          | 0      | CSM Unirea Slobozia |

1) Până în decembrie 2016, când contractul a fost reziliat cu acordul părților;
2) Din 3 ianuarie 2017;

### HC Zalău
Antrenor principal:  Gheorghe Tadici
Antrenor secund:  Elena Tadici
| Nr. | Post            | Nume                       | Data nașterii (vârsta) | Înălțime | Selecții | Goluri | Echipă   |
| --- | --------------- | -------------------------- | ---------------------- | -------- | -------- | ------ | -------- |
| 1   | Portar          | Ana Maria Inculeț          | 21 octombrie 1994      | 1,82 m   |          | 0      | HC Zalău |
| 3   | Centru          | Adina Cîrligeanu           | 11 martie 1991         | 1,80 m   |          | 1      | HC Zalău |
| 5   | Inter dreapta   | Larisa Tămaș               | 16 mai 1994            | 1,76 m   |          | 65     | HC Zalău |
| 8   | Extremă dreapta | Cristiana Nica             | 28 octombrie 1987      |          |          | 38     | HC Zalău |
| 9   | Extremă stânga  | Andrada Trif               | 20 octombrie 1990      | 1,74 m   |          | 44     | HC Zalău |
| 10  | Centru          | Valentina Panici (căpitan) | 1 ianuarie 1988        | 1,65 m   |          | 42     | HC Zalău |
| 11  | Pivot           | Raluca Crap                | 4 februarie 1990       | 1,81 m   |          | 40     | HC Zalău |
| 12  | Portar          | Paula Vișan                | 26 martie 1984         | 1,78 m   |          | 1      | HC Zalău |
| 14  | Inter dreapta   | Ștefania Lazăr1)           | 15 aprilie 1989        | 1,77 m   |          | 16     | HC Zalău |
| 14  | Pivot           | Dana Abed-Kader2)          | 21 iunie 1996          | 1,74 m   |          | 26     | HC Zalău |
| 15  | Centru          | Sabine Klimek              | 13 martie 1991         | 1,73 m   |          | 14     | HC Zalău |
| 16  | Portar          | Adina Sabău                | 12 februarie 1997      |          |          | 0      | HC Zalău |
| 17  | Inter stânga    | Teodora Bloj               | 31 ianuarie 1986       | 1,80 m   |          | 94     | HC Zalău |
| 18  | Extremă stânga  | Roxana Rob                 | 29 mai 1992            | 1,73 m   |          | 81     | HC Zalău |
| 19  | Inter dreapta   | Ana Maria Dragut           | 24 februarie 1990      |          |          | 93     | HC Zalău |
| 20  | Inter stânga    | Claudia Constantinescu     | 18 iunie 1994          | 1,78 m   |          | 0      | HC Zalău |
| 22  | Inter stânga    | Sabrina Lazea2)            | 1 noiembrie 1997       | 1,80 m   |          | 3      | HC Zalău |
| 23  | Pivot           | Ana Ciolan                 | 29 septembrie 1992     |          |          | 17     | HC Zalău |

1) Până în decembrie 2016, când contractul a fost reziliat cu acordul părților;
2) Din 13 ianuarie 2017, venite de la CSM Cetate Deva;